# The Return......
The Return...... (titolo completo The Return of Darkness and Evil) è il secondo album in studio del gruppo musicale black metal svedese Bathory, pubblicato nel 1985 dalla Tyfon Grammofon.

## Tracce
1. Revelation of Doom – 3:27
2. Total Destruction – 3:50
3. Born for Burning – 5:13
4. The Wind of Mayhem – 3:13
5. Bestial Lust – 2:41
6. Possessed – 2:42
7. The Rite of Darkness – 2:05
8. Reap of Evil – 3:28
9. Son of the Damned – 2:48
10. Sadist – 3:00
11. The Return of the Darkness and Evil – 3:49
12. Outro – 0:25

Nota: alcune versioni hanno le tracce 1-2 e 7-8 unite.

### Formazione
- Quorthon - voce, chitarra
- Andreas Johansson - basso
- Stefan Larsson - batteria